# 吉爾曼溫泉 (加利福尼亞州)
吉爾曼溫泉（英語：Gilman Hot Springs）是位於美國加利福尼亞州河濱縣的一個非建制地區。該地的面積和人口皆未知。

## 地理
吉爾曼溫泉的座標為33°50′09″N 116°59′20″W / 33.83583°N 116.98889°W，而該地的平均海拔高度為450米（即1480英尺）。